# Bellechasse—Etchemins—Montmagny—L'Islet
Pour les articles homonymes, voir Rimouski et Bellechasse (homonymie).
Bellechasse—Etchemins—Montmagny—L'Islet (aussi connu sous le nom de Bellechasse—Montmagny—L'Islet) est une ancienne circonscription électorale fédérale de la région du Bas-Saint-Laurent au Québec. Elle est représentée de 1997 à 2004.
La circonscription de Bellechasse—Montmagny—L'Islet a été créée en 1996 à partir de la circonscription de Bellechasse. Renommée Bellechasse—Etchemins—Montmagny—L'Islet en 1997, elle fut abolie en 2003 et redistribuée parmi les circonscriptions de Lévis—Bellechasse et Rivière-du-Loup—Montmagny.

## Géographie
En 1996, la circonscription comprenait:
- Les villes de L'Islet, Lac-Etchemin, Montmagny et Saint-Pamphile
- Les MRC de Bellechasse, L'Islet et Montmagny
- La MRC des Etchemins, excepté les localités de Saint-Benjamin, Saint-Prosper, Saint-Zacharie et Sainte-Aurélie

## Député
| Législature                                                                                | Années    | Député | Député          | Parti   |
| ------------------------------------------------------------------------------------------ | --------- | ------ | --------------- | ------- |
| Bellechasse—Etchemins—Montmagny—L'Islet issue de Bellechasse et Kamouraska—Rivière-du-Loup |           |        |                 |         |
| 36e                                                                                        | 1997–2000 |        | Gilbert Normand | Libéral |
| 37e                                                                                        | 2000–2004 |        | Gilbert Normand | Libéral |
| Dissoute parmi Lévis—Bellechasse et Rivière-du-Loup—Montmagny                              |           |        |                 |         |